# دوت‌لوجا (یورغیر)
دوت‌لوجا (به ترکی استانبولی: Dutluca) یک منطقهٔ مسکونی در ترکیه است که در یورغیر واقع شده‌است.